# Dubosts stekelmuis
Dubosts stekelmuis (Neacomys dubosti) is een knaagdier uit het geslacht Neacomys die voorkomt in Frans-Guyana en nabijgelegen delen van Zuid-Suriname en Amapá (Brazilië). De soort is genoemd naar Gérard Dubost voor zijn vele bijdragen aan de kennis van zoogdieren in de regenwouden van Frans-Guyana en Gabon. De populaties die nu tot N. dubosti worden gerekend werden tot 2001, net als N. paracou , in N. guianae geplaatst, die in feite alleen maar voorkomt in Guyana, Suriname en delen van Oost-Venezuela. De stekelmuis wordt op het Lelygebergte aangetroffen.
N. dubosti is een kleine Neacomys-soort met een korte, meestal eenkleurige staart. Zijn rug is bruinachtiger; iets bleker aan de flanken. De buikvacht is veel lichter, soms zelfs wit. N. dubosti heeft 62 chromosomen.